# WebSailing
WebSailingは、WSOFTが開発・配布しているIEコンポーネントを使用したウェブブラウザである、WebSailingシリーズの総称である
2019年7月13日をもってGL系統の開発は終了が宣言され、代わりにNX系統の開発が開始された。

## 概略
2018年7月にInfinityというコードネームで初版が開発された。バージョン1.5まではアップデート機能がなく、極端にシンプルなブラウザだったが、2018年11月24日に発表されたバージョン1.5のアップデートで格段に機能が拡充された。
現在のGL系統最新版はバージョン3.0。

## 歴史

### バージョン1.0
なんの変哲もないIEコンポーネントブラウザ。平均起動時間はシリーズ最速('19/8/19現在)の1秒06となっている

### バージョン1.5
2018年11月24日、前回のリリースからわずか39日でのリリースとなった。
主に追加された機能は以下の通り。
- ページ保存機能
- アップデート機能
- 「ブラウザで開く」機能

アップデート機能は順風満帆な船出に見えたが、トラブルが連続、このバージョン内で合計6回のバグ修正が行われた。
最終バージョンは2018年12月25日公開の1.5.6である。
のちに復刻盤としてWSOFTストアで公開されることになる。

### バージョン2.0
2019年3月10日、前回のリリースから106日でのリリースとなった。
主に追加された機能は以下の通り。
- 設定機能
- WebSailingプロンプト(独自のシェル機能のようなもの)
- WSDエディター(設定を個別に変更、閲覧する機能)
- 回復機能

設定機能が追加され、その周りのアップデートが強化された。

### バージョン2.1
2019年3月25日、前回のリリースから15日後、一部の機能をぶのきの強化したバージョン2.1がリリースされた。
主に追加された機能は以下の通り。
- ナビアイコン機能
- WebSailingプロンプトの大規模アップデート
- WebSailingプロンプトにおけるパッケージ管理機能(API)の実装

### バージョン3.0
2019年7月11日、前回のリリースから108日でかつてない規模のアップデートが実施された。
主に追加された機能は以下の通り。
- お気に入り機能
- ホームページの変更
- WSアプリランチャー・ストアの実装
- アカウント連携機能の追加
- セキュリティが強化されたWebSailingUpdate
- WSイメージング環境の実装

このバージョンをもって事実上GL系の開発は終了した
このバージョンへはGL系でWebSailingUpdateを実装するすべてのバージョンのWebSailingでアップデートできる。

## 機能・特徴
- 動作の軽快さ
- 起動音などのユニークな機能
- 自動でURLとテキストを分類して検索